# District de Huizhou
Pour les articles homonymes, voir Huizhou (homonymie).
Le district de Huizhou (徽州区 ; pinyin : Huīzhōu Qū) est une subdivision administrative de la province de l'Anhui en Chine. Il est placé sous la juridiction de la ville-préfecture de Huangshan.
Le Huizhou a beaucoup à offrir, en plus de ses villages. Le Huangshan est l'un des massifs les plus spectaculaires du monde, inscrit sur les listes de l'Unesco. Les terroirs du Huizhou déroulent leurs paisibles collines, où alternent plantations de théiers et rizières en terrasses, hameaux isolés cernés de forêts de bambous, champs de colza et cultures de mûriers destinées à l'élevage du ver à soie. Les vieux villages du Huizhou, une vingtaine au total, comptent parmi les sites touristiques en plein essor, surtout depuis l'inscription de Xidi et Hongcun sur la liste du patrimoine mondial de l'Unesco.